# بلعدر
بلعدر قرية تتبع ناحية حمام واصل في منطقة بانياس التابعة لمحافظة طرطوس.